# Phymaturus patagonicus
Espèce
Phymaturus patagonicus est une espèce de sauriens de la famille des Liolaemidae.

## Répartition
Cette espèce est endémique d'Argentine. Elle se rencontre dans les provinces de Río Negro et de Chubut.

## Description
C'est un saurien vivipare.

## Étymologie
Cette espèce est nommée en référence au lieu de sa découverte, la Patagonie.

## Publication originale
- Koslowsky, 1898 : Enumeración sistemática y distribución geográfica de los reptiles argentinos. Revista del Museo de La Plata, vol. 8, p. 161–200 (texte intégral).